# Bauerschaft Dönberg
Die Bauerschaft Dönberg war bis zum 19. Jahrhundert eine der untersten Verwaltungseinheiten im ländlichen Außenbezirk der bergischen Bürgermeisterei Hardenberg im Kreis Elberfeld des Regierungsbezirks Düsseldorf innerhalb der preußischen Rheinprovinz.
Zuvor gehörte die Bauerschaft zur Herrschaft Hardenberg im Herzogtum Berg. Im Zuge einer Verwaltungsreform innerhalb des Großherzogtums Berg wurde 1808 die Bürgermeisterei Hardenberg gebildet.
Laut der Statistik und Topographie des Regierungsbezirks Düsseldorf von 1832 gehörten zu der Bauerschaft folgende untergeordnete Ortschaften und Wohnplätze: Mutzbergerbruch, Hinten am Handweiser, Waldbruch und vorn am Katzenbruch.
Das Gemeindelexikon für die Provinz Rheinland listet die Ortschaften und Wohnplätze 1888 detailliert auf: Adamshäuschen, Alte Schule, Am Bruch, Am Bühmer, Am Häusgen, Am Strauch, Bergmannshaus, Busch, Danzberg, Dickkothen, Dümpel, Engelshaus, Fettenberg, Gemeinde, Goldene Kothen, Grades, Grünebaum, Hagebeck, Hagen, Handweiser, Hasenbach, Hasenkamp, Hitzhaus, Hoffmann, Hohenholz, Hohlenweg, Horather Schanze, Ibach, Jungenbruch, Katzenbruch, Kickholz, Klopwamms, Kobeshäuschen, Königssiepen, Krüpershaus, Krusen, Langenbruch, Lohbusch, Neuenbaum, Neuensonnenschein, Neue Welt, Neue Wiese, Oberste Hagebeck, Pastorat, Pottstemmer, Prinzberg, Sauernhäuschen, Schelle, Schimmelshaus, Schliepershäuschen, Schmitzberg, Schnieder, Schule, Siepen, Söltenkopf, Sonne, Sonnenblume, Sonnenschein, Steinenpitter, Steinischen, Steinshaus, Strongs, Stürmann, Timmermannshäuschen, Unterste Bruch, Webershaus, Weißenhäuschen, Weißenibach, Hof Wollbruch, Wollbruchsdelle und Mühle Wollbruch. Zu dieser Zeit lebten in diesen Orten 885 Menschen in 91 Wohnhäusern.
Mit der Gründung der Stadt Wuppertal 1929 kam der südliche, an der Grenze zu Elberfeld gelegene Teil von Dönberg zur neuen Stadt, der Rest wurde 1975 eingemeindet. Seitdem gehört das gesamte Gebiet der ehemaligen Bauerschaft zum Wuppertaler Stadtteil Dönberg.